# Adam Curry
Adam Clark Curry, né le 3 septembre 1964 à Washington DC aux États-Unis est une personnalité en radiodiffusion et Internet, bien connu pour avoir été VJ sur la chaîne MTV de 1987 à 1994. Souvent appelé « Podfather » en raison de ses efforts à faire connaître la baladodiffusion.

## Le Web et MTV.com
À la fin des années 1980, avant l'arrivée du World Wide Web, Adam Curry commence ses expérimentations sur l'Internet. Il enregistre le nom de domaine « mtv.com » en 1993, avec l'idée de faire un site non officiel de MTV ; cette action a été sanctionné par ses supérieurs du Réseau MTV. Quand Curry a quitté pour démarrer sa propre compagnie de design portail Web, OnRamp Inc, et subséquemment MTV l'a poursuivi pour obtenir le nom de domaine, ce qui a mené à un règlement à l'amiable.

## Baladodiffusion

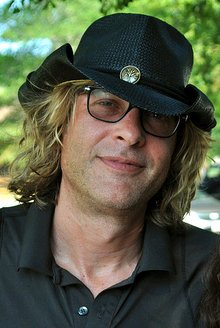
Adam Curry.

Adam Curry est impliqué dans le développement et la promotion de la baladodiffusion. Il produit un balado nommé « Daily Source Code ». Il n'a pas inventé la technologie de la baladodiffusion, mais il est l'un des premiers à avoir créé une baladodiffusion avec succès.
Curry a fondé le « PodShow inc. » avec son partenaire Ron Bloom en janvier 2005. Kleiner Perkins Caufield & Byers et Sequoia Capital ont investi plus de 9 millions de dollars dans la PodShow. PodShow est compagnie de promotion de baladodiffusion qui rapporte environ 23 millions de dollars.

## Controverse

### Wikipédia
Une controverse a été causée par quatre modifications à l'article de la Wikipédia anglophone concernant le podcasting, que Adam Curry aurait lui-même réalisées. Il aurait amplifié son rôle dans la création du principe de la baladodiffusion, en retirant les mentions des travaux antérieurs. Plus tard, Curry s'est excusé en prétextant qu'il ne comprenait pas comment fonctionnait les éditions sur Wikipédia et qu'il n'était pas au courant du travail passé de Kevin Marks en matière de baladodiffusion.

### Newspaper lawsuit
En février 2006, Adam Curry poursuit le tabloïd hollandais Weekend pour avoir utilisé des photos de sa page Flickr et d'avoir publié des détails à propos de sa fille. Les photos ont été publiées sous une version de la licence Creative Commons qui interdit l'utilisation commerciale et exige le droit de paternité, mais le tabloïd a imprimé quelques-unes d'entre-elles sans entrer en contact avec Curry. Le verdict du procès n'a pas été en faveur de Curry, mais a exigé du tabloïd de payer mille euros pour chaque photo utilisée s'ils publiaient encore des photos.

## Vie personnelle
Adam Curry et Patricia Paay ont une fille, Christina.